# گدسدن (آریزنا)
گدسدن (به انگلیسی: Gadsden) یک منطقهٔ مسکونی در ایالات متحده آمریکا است که در شهرستان یوما، آریزونا واقع شده‌است. گدسدن ۵٫۰۹ کیلومتر مربع مساحت و ۱٬۳۱۴ نفر جمعیت دارد و ۳۰ متر بالاتر از سطح دریا واقع شده‌است.